# Kilfarboy
Kilfarboy (Iers: Cill Fear Buí), ook bekend als Milltown Malbay, is een rooms-katholieke parochie in County Clare in Ierland. De parochie ontleent haar naam aan het voormalige klooster iets ten noorden van Milltown Malbay. Patroonheiligen van de parochie zijn St. Laichtin en St. Joseph.
De voornaamste kernen binnen de parochie zijn Milltown Malbay, Spanish Point en Moy.
Overeenkomstig de Civil Registration Act 2004 zijn de kerkelijke inschrijvingen van dopen, huwelijken en overlijdens officiële gegevens. Dit maakt de pastorie de facto deel van de Civil Registration Service.

## Geschiedenis
De parochie is qua oppervlak grotendeels gelijk aan de middeleeuwse parochie Kilfarboy, welke gevormd was rond het voormalige klooster een paar kilometer ten noorden van Milltown Malbay. Eén stichtingsverhaal koppelt de kerk aan een St. Lachtin, aan wie een Heilige bron bij de Annagh River is gewijd. Welke St. Lachtin is niet duidelijk, aangezien er in die periode twee worden genoemd. Meest waarschijnlijke is een vriend van St. Senan genoemd in het jaar 550, hoewel de St. Lachtin die in 622 overleed ook niet uit te sluiten is. Een tweede stichtingsverhaal koppelt de kerk aan de bergpas van "Bealach Feabrath", een doorgang van de Baronie Ibrickane naar de baronie Corcomroe (o.a. Lahinch) waar in het jaar 740 een klooster gesticht is. Dit klooster zou later bestuurd zijn door een bisschop genaamd Cormac, die in het jaar 837 overleed.
Het is niet bekend wanneer de moderne parochie Kilmurry Ibrickane precies is ontstaan. Gedurende een lange periode was het in de praktijk één met de parochie Kilfarboy (Milltown Malbay) Het "Register of Priests" uit 1704 noemt de priesters Teige Shannon en Francis Shannon als pastoors in respectievelijk Kilfarboy en Kilmurry Inbrickane. Volgens de auteur Ó Murchadha bestaat er weinig twijfel over het feit dat zij fungeerden als pastoor en kapelaan in de gezamenlijke parochies.
Omstreeks 1830 was de bevolking van de gecombineerde parochies gestegen tot om en nabij de 20.000 personen en werd een scheiding om praktische redenen noodzakelijk. De pastoor en zijn kapelaan, de broers Anthony en Patrick McGuane, begonnen in 1838 met de bouw van twee identieke kerken in Milltown Malbay en Mullagh. De Night of the Big Wind veroorzaakte echter zoveel schade aan de kerk in Mullagh dat deze nooit werd voltooid. Toen Anthony McGuane in 1839 overleed werd zijn broer de eerste pastoor van de zelfstandig geworden parochie Kilfarboy.

## Kerken
Actief
- St. Joseph's Church, Milltown Malbay. Gebouwd 1839[3]
- St. Mary's Chapel, Moy. Gebouwd 1872.[8]

Niet meer actief
- St. Laichtin's Church, Kilfarboy. St. Laichtins Church is al heel lang geleden in onbruik geraakt. De exacte periode is niet bekend, maar Thomas Johnson Westropp merkt op dat er geen architectuursporen zijn uit het Tudor tijdperk.[4]
- Teampall-Inis-Dia, Moymore. Herkomst van de naam, die in het Nederlands "Kerk van het eiland van God" luidt, is onbekend. Hoewel de kerk nabij de samenvloeiing van twee riviertjes staat, is een eiland onherkenbaar. Op de kaart uit 1842 wordt al aangegeven dat een ruïne is.[9]
- St. Joseph's Chapel, Milltown Malbay Bouwjaar onbekend, gesloopt kort na 1862. Huisvestte in de periode 1831-1862 de lokale lagere jongensschool.[10]
- Kapel van de St Joseph's Secondary School, Spanish Point. Diende als kapel voor de school en de "Sisters of Mercy". Geen openbare kapel. Gesloten circa 2002.

In het eerste deel van de 19e eeuw zijn de bewoners van Moy begonnen met de bouw van een nieuwe kerk maar deze is nooit afgebouwd. In 1846 werd deze onafgebouwde kerk omgebouwd tot een school en als zodanig heeft het dienstgedaan tot 1959, waarna een nieuw schoolgebouw in gebruik werd genomen. De school werd daarna omgebouwd tot een gemeenschapshuis met de naam "Tommy White Memorial Community Centre".

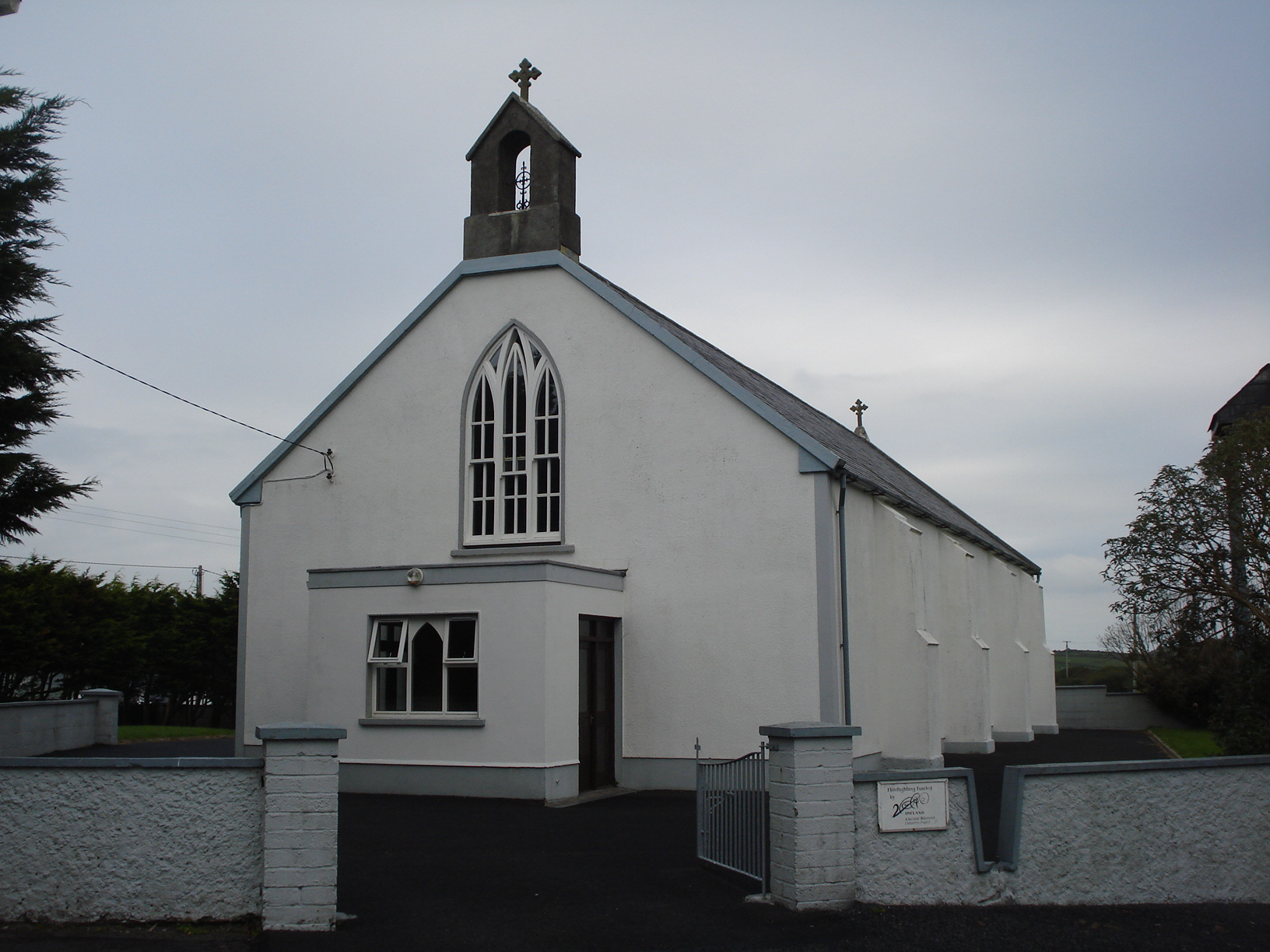
St, Mary's Chapel, Moy
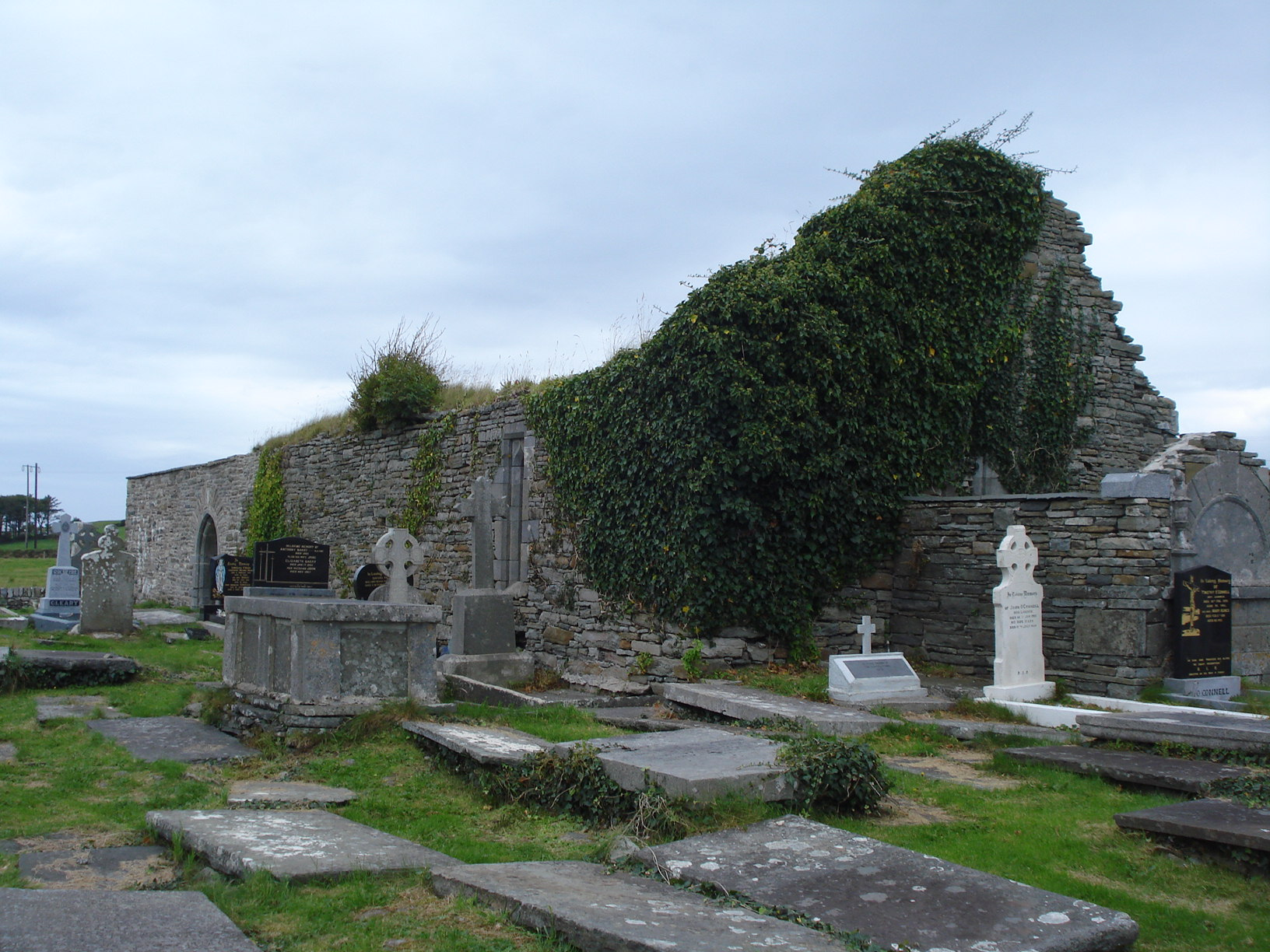
St. Laichtin's Church, Kilfarboy
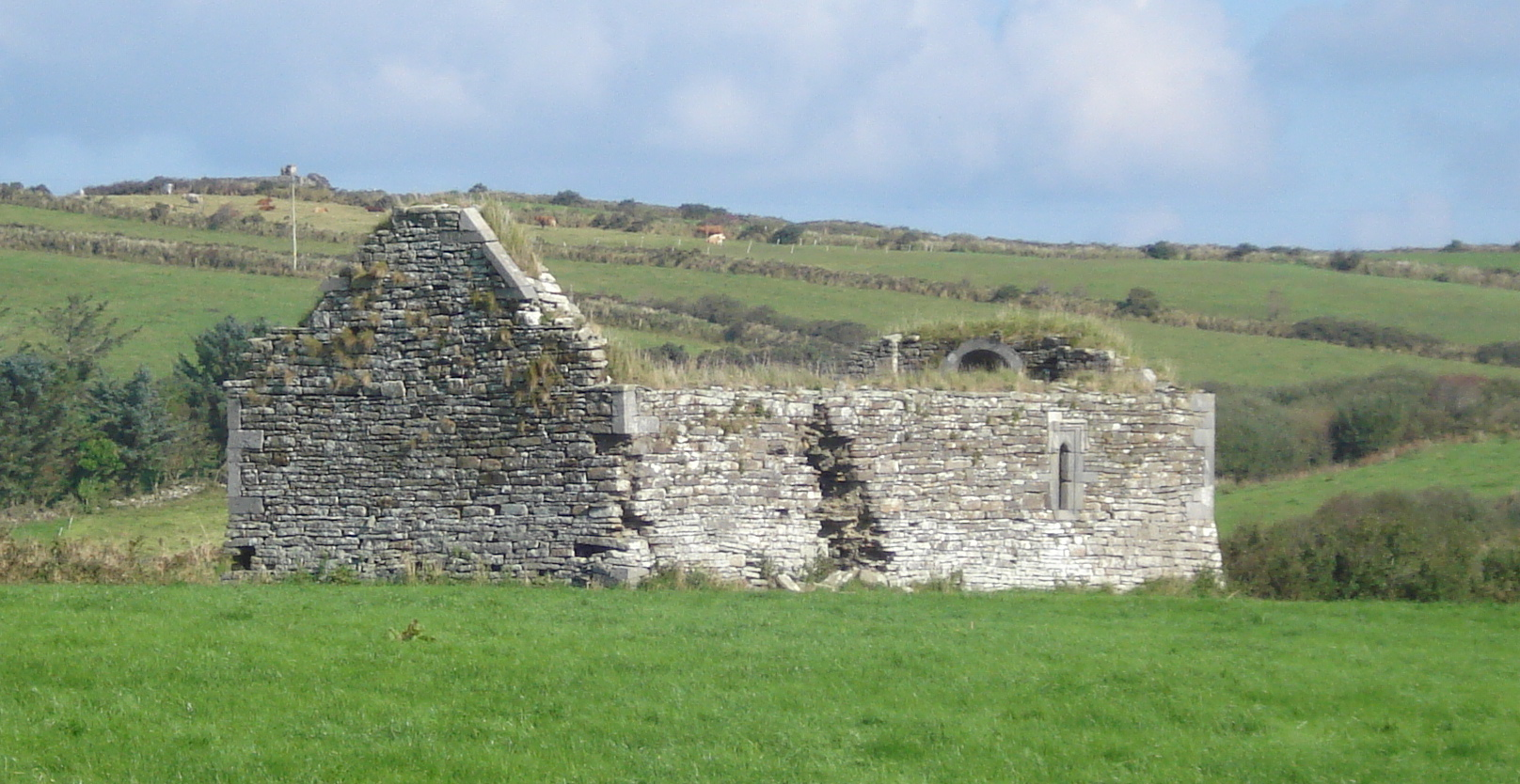
Ruïne van "Teampall-Inis-Dia" in het townland Moymore bij Moy.
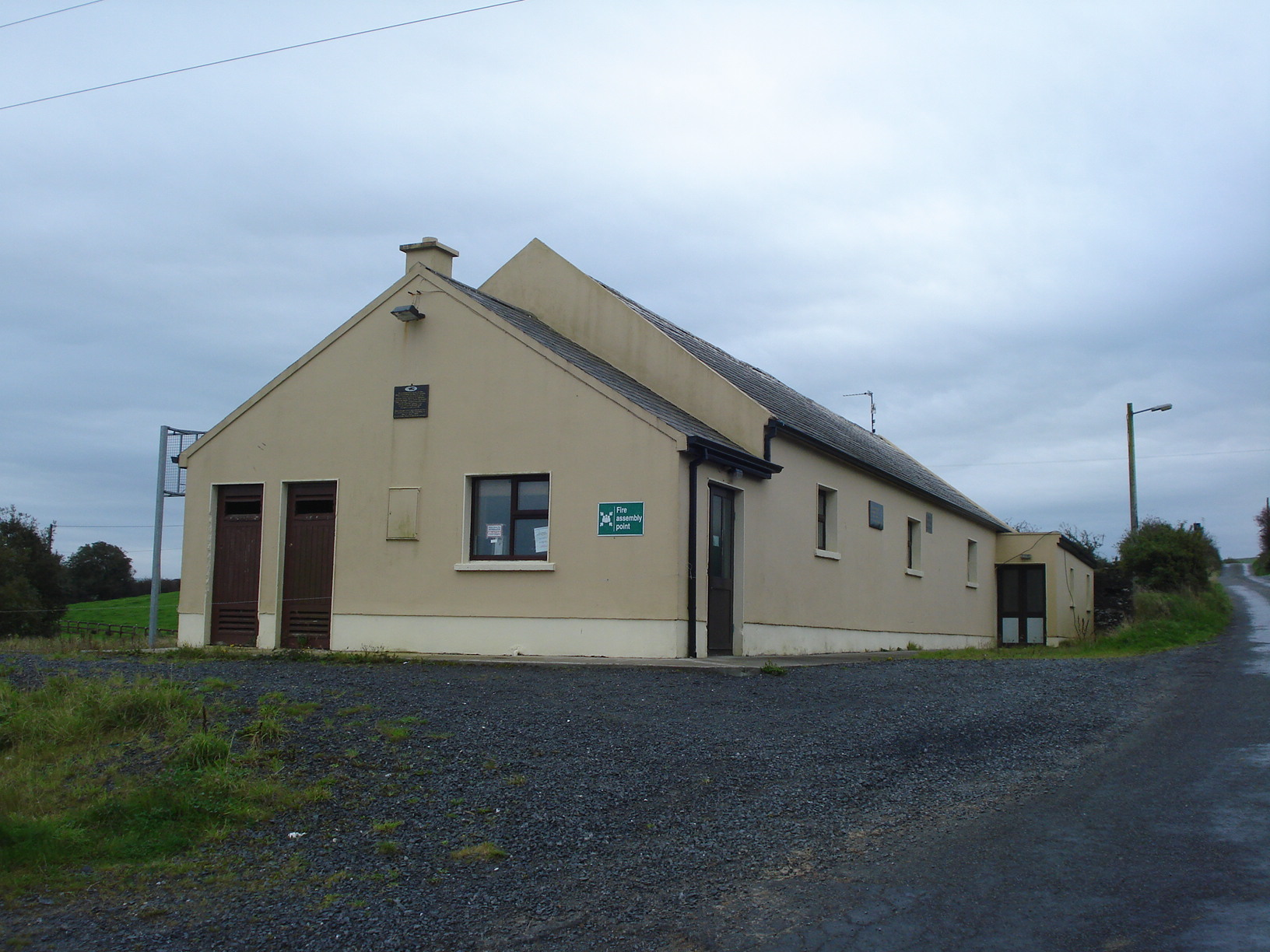
Tommy White Memorial Hall, Moy

## Lijst van pastoors
Deze lijst bevat alleen pastores actief na de scheiding van Kilfarboy en Kilmurry Ibrickane:
- Patrick McGuane (1839-1846)
- John McMahon (1846-1859)
- John Fahy (1859-1865)
- John Cahir (1865-1871)
- Edward O'Shaughnessy (1874-1876)
- Deken Patrick White (1876-1891)
- John Kingston (1891-1911)
- Kanunnik John Hannon (1911-1931)
- Kanunnik Denis Murphy (1931-1949)
- Kanunnik Thomas O'Reilly (1949-1973)
- Kanunnik Jerome Holohan (1973-1989)
- Kanunnik Seamus Mullins (1989-2004)
- Sean Murphy (2004-heden)

## Heilige bron

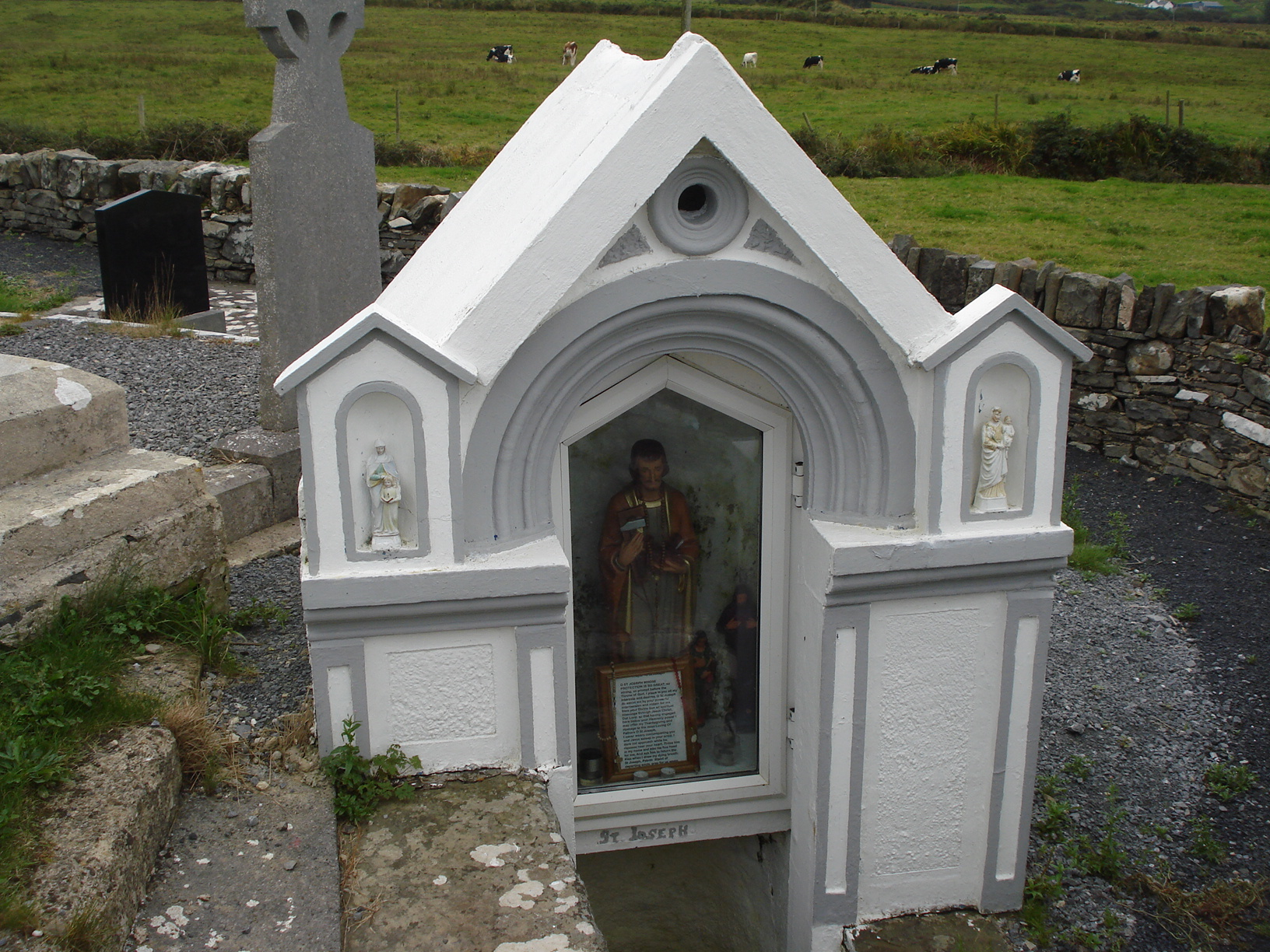
Heilige bron op de begraafplaats van St. Laichtin's Church in Kilfarboy. Oorspronkelijk toegewijd aan St. Laichtin maar tegenwoordig toegewijd aan St. Joseph

Op de begraafplaats van St. Laichtin's Church is een heilige bron die oorspronkelijk aan St. Laichtin was toegewijd. Deze St. Laichtin deelt zijn feestdag met de veel recentere en bekendere St. Joseph waardoor de bron tegenwoordig aan deze is toegewijd.